# Cournonsec

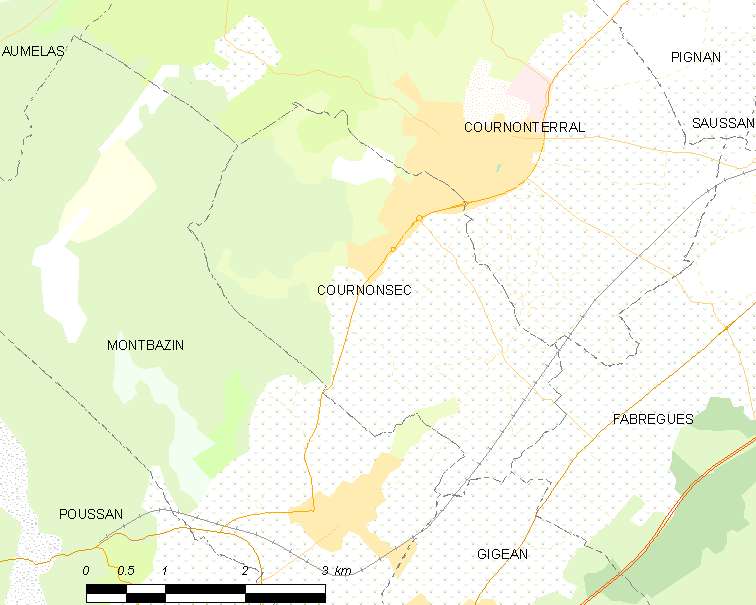
Mapa

 Cournonsec  es una población y comuna francesa, situada en la región de Occitania, departamento de Hérault, en el distrito de Montpellier y cantón de Pignan.

## Demografía
| 506 | 555 | 603 | 856 | 1122 | 1964 | 3166 |
| Para los censos de 1962 a 1999 la población legal corresponde a la población sin duplicidades (Fuente: INSEE [Consultar]) |     |     |     |      |      |      |